# La Guerche-sur-l'Aubois

La Guerche-sur-l'Aubois este o comună în departamentul Cher, Franța. În 1 ianuarie 2022 avea o populație de 3.187 de locuitori.